# Liste in Jamaika vorhandener Dampflokomotiven
Dies ist eine Liste erhaltener Dampflokomotiven auf dem Gebiet von Jamaika.

## Normalspurlokomotiven
| Foto | Nummer oder Name              | Bauart / Achsfolge | Hersteller              | Fabrik- nr. | Baujahr | Historie | Eigentümer / Betreiber / Strecke | Standort         | Bemerkungen |
| ---- | ----------------------------- | ------------------ | ----------------------- | ----------- | ------- | -------- | -------------------------------- | ---------------- | --- |
|      | Jamaica Government Railway 54 | 1’D                | Canadian Locomotive Co. | 2123        | 1944    |          |                                  | Kingston Station | Die Lokomotive wurde im Jahr 1966 für die Dreharbeiten des Filmes Dark of the Sun, auf Deutsch Katanga, herangezogen |

## Anmerkung
In einigen Quellen wird angegeben, die Lokomotive wäre nach Toronto zum Eisenbahnmuseum Toronto überstellt worden. Diese Information konnte bisher nicht verifiziert werden.